# Voile houari

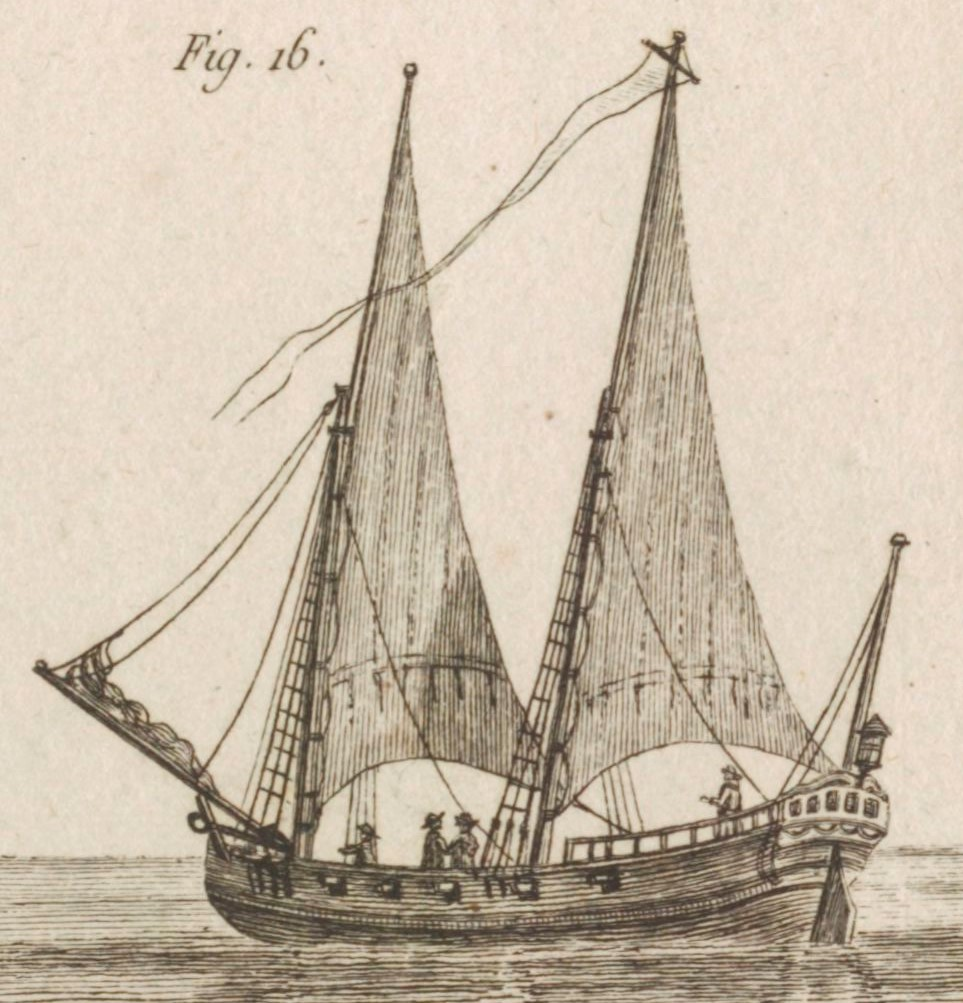
Gréement houario (1791).

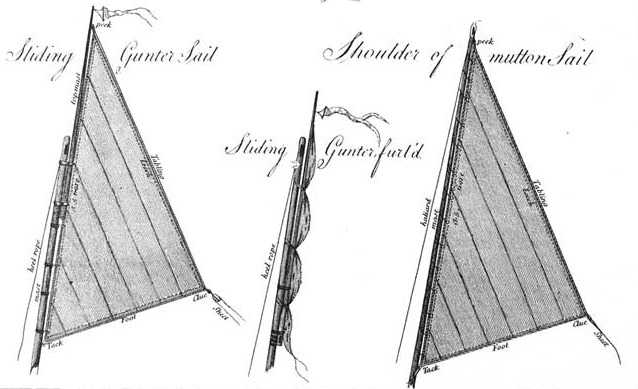
Sliding Gunter Sail.

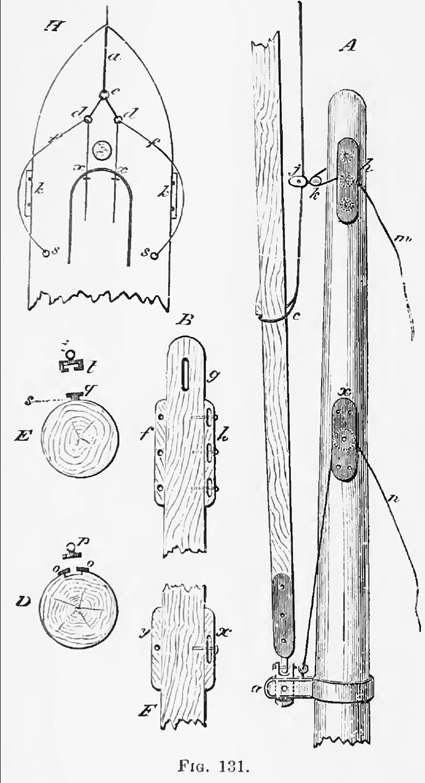
Araignée.

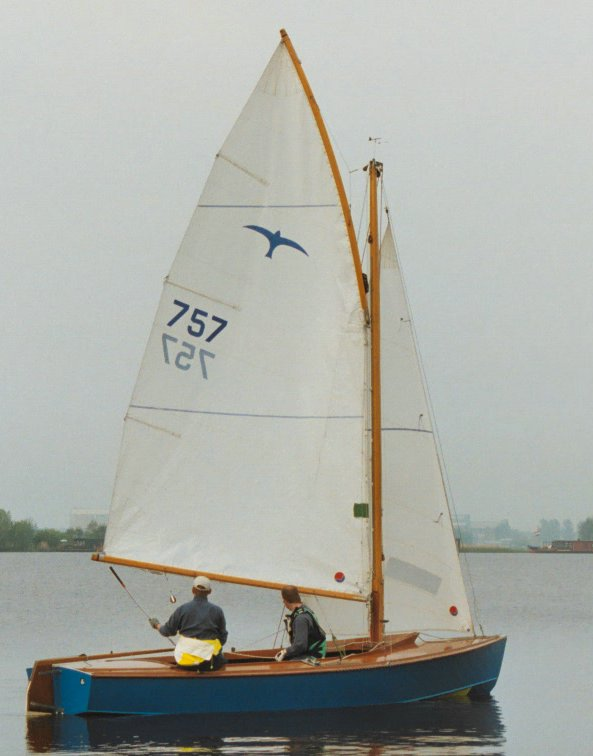
Voile houari.

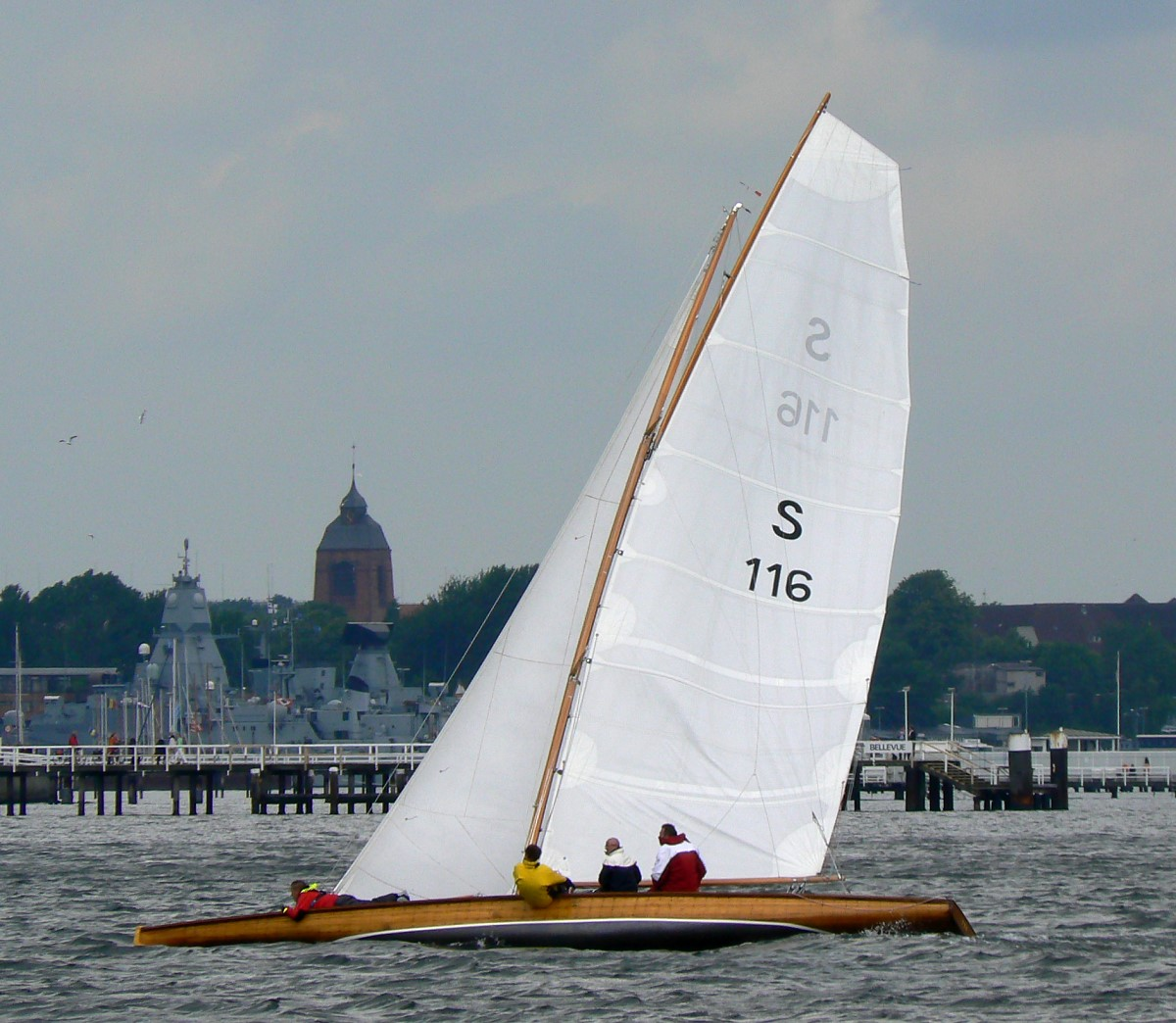
Sonderklasse à grand-voile houari.

La voile houari est un type de voile et de gréement. Il s'agit d'une voile triangulaire montée le long du mât et d'une vergue, elle-même montée au mât. Les premières mentions de cette voile et de ce gréement proviennent de la marine militaire britannique la fin du XVIIIe siècle. Au milieu du XIXe siècle, la voile et le gréement commencent à être utilisés en régate puis en plaisance. Depuis l'apparition des mâts d'un seul tenant suffisamment résistants, la voile houari tend à perdre de sa popularité au profit de gréement plus moderne. Toutefois, elle reste utilisée pour des navires « historiques » ou spécifiques comme les « voiles-avirons ».

## Origine
La définition d'un navire dépend de la spécificité de son gréement. Le mot houari est présent dans l'Encyclopédie méthodique de Panckoucke en 1786 pour désigner à la fois le bateau et son type de gréement : voile triangulaire portée par le mât et sa vergue qui en fait la continuation. Lescallier, cinq ans plus tard, dans son Traité Pratique de Gréement, explique le maniement de cette voile en décrivant les blins qui permettent le glissement de la vergue le long du mât. 
La définition de la voile houari en langue anglaise, sous le terme générique de Boat's Lateen Sail, apparaît pour la première fois dans The Elements and Pratice of Rigging and Seamanship de Steel, publié en 1794. La description de ce Sliding gunter sail, c'est-à-dire une voile triangulaire portée à la fois par le mât et une vergue coulissant le long de ce mât au moyen de cercles de fer ou blins, correspond au houari militaire. En effet, la Navy puis la Royale adopte ce gréement sur leurs baleinières, les plus légères et plus rapides de leurs annexes. C'est dans cet ouvrage de Steel que nous trouvons le schéma ci-contre.
L'origine du nom nous est donnée par William Falconer dans son A New Universal Dictionary of the Marine  en 1815, à la rubrique « Houarios : are small vessels with two masts and a bowsprit, sometimes used as coasters or pleasureboats, in inlets and rivers of the Mediterranean. Abaft the masts are set lateen sails and sliding top masts ... ». Suit la même description du gréement que celle de Steel : Voile triangulaire, vergue coulissant le long du mât grâce à deux blins en fer, bordure libre pour ferler la voile autour du mât quand la vergue est abaissée. Houario provient de l'arabe هواري : courageux.

## Le houari militaire
Sans doute les marins anglais et français démobilisés ont adopté cette voile sur leurs petits bateaux pour donner des Wherrys et des Houaris. Mais la première utilisation de ce gréement pour la plaisance et particulièrement pour la course apparaît à Paris en 1857 sous l'impulsion du constructeur Baillet fils qui invente des « bagues mobiles se guindant et s'amenant facilement à l'aide de drilles » (blins ouvrants). Cette légère modification du houari militaire, qui permet de désassembler la vergue du mât, est nécessaire pour l'utilisation d'une bôme, la prise de ris et le ferlement de la voile le long de cette bôme.

## Le faux houari
Peu de temps après, à Nantes ou à Paris, est apparu une nouvelle façon de gréer cette voile houari, en remplaçant le cercle du haut par une araignée, c'est-à-dire un câble tendu le long de la vergue qui reçoit la poulie du bout de la drisse de vergue. Cette disposition demande donc deux drisses, mais la prise de ris ne nécessite plus de toucher à la drisse de vergue maintenue hissée à bloc. Cette disposition devint la règle dans le nord de la France, tandis qu'en Méditerranée on en restait soit au gréement conventionnel par blins soit au serrage de la vergue par des drosses en forme de lasso.
Pour toutes ces façons de gréer, le terme de houari reste utilisé. Ceci montre bien que le terme désigne la grande voile triangulaire, quel que soit son maintien ou le bateau ainsi gréé. Pour preuve, en 1868, apparait à Argenteuil Le Vautour, un dériveur portant un mât à pible (d'un seul tenant, sans vergue) de 22 m de haut, et décrit d'abord comme un houari avant qu'apparaisse le terme de bermudien,,. Ce bateau, bien qu'ayant gagné quelques régates dont celles de l'Exposition universelle de Paris en 1878, ne fit pas d'émule à l'époque.

## Les différentes liaisons
Dès son lancement en 1878, le journal Le Yacht décrit en détail les façons de gréer une voile houari : le mât-vergue (ou mât à pible), la vergue montée sur tringle (pour éviter les blins), le houari militaire avec ses blins, le houari militaire avec blins ouvrants, le houari militaire avec drosse (système latin, sans blins), le houari nantais ou parisien avec son araignée, le blin du bas double.
Il est étonnant de voir que la traduction française de A Manual of Yacht and Boat Sailing de Dixon Kemp ne reprenne pas le contenu de l'édition anglaise de 1884 qui consacre un chapitre entier à la voile houari,.  Kemp décrit parfaitement l'adaptation française des houaris parisiens et nantais, et se sert de l'image de Lison pour dévoiler les jumelles, l'araignée etc., en usage sur les Clippers d'Argenteuil. Du reste, il ne parle d'aucune autre utilisation de cette voile.

## Usages

### L'usage historique du houari
Les régatiers français furent parmi les premiers à adopter ce gréement houari avec les clippers d'Argenteuil, avant 1870, les houaris nantais peu de temps après  et finalement les houaris marseillais. Les essais infructueux effectués en Europe et aux États-Unis pour obtenir des mâts d'un seul tenant assez résistants, prolongèrent l'utilisation de la voile houari sur les petits voiliers de course et de la voile à corne sur les grands. Le gréement marconi, ou bermudien, ne devient courant qu'après la Seconde Guerre mondiale.

### L'usage actuel du houari
Parmi les bateaux classés Monuments Historiques, citons Vétille et Le Vezon, deux houaris nantais qui naviguent sur l'Erdre. En Méditerranée, l'association Carènes a reconstruit et lancé en mai 1992 le Ciotaden, un petit bateau traditionnel de course gréé en houari militaire avec des blins ouvrants. Au printemps 2013, la réplique d'Alcyon, le houari marseillais mythique a été baptisé. Comme les bateaux du XIXe siècle, il emprunte la technique de la voile latine pour gréer la vergue avec des drosses. De nombreuses séries anciennes du yachting léger utilisaient le houari, comme le Sharpie 12 m2 ou le Bélouga. Comme ce dernier, certaines restent actives et se laissent admirer dans nos eaux françaises. Des classes récentes comme celle du Guépard, Plate en V du Morbihan, reprennent le faux houari.

### L'usage futur du houari
En dehors des bateaux du patrimoine et des « revivals », les embarcations « voile-aviron » demandent des espars qui peuvent être contenus dans leur coque. Le gréement au tiers est donc tout à fait approprié. Mais dès 1941, O'Brien proposait deux gréements de houari militaire améliorés pour les canots « voile-aviron ». L'un n'est rien d'autre qu'une poulie de drisse pivotante en tête de mât pour suivre l'orientation de la voile. L'autre reprend une technique qu'il a observé aux Îles Baléares et qui connecte et déconnecte automatiquement le collier de mât de celui de la vergue.
Notons que Manfred Curry défendait le gréement de houari en démontrant son efficacité.